# Gol (gemeente)
Gol is een gemeente in de Noorse provincie Buskerud. De gemeente telde 4612 inwoners in januari 2017.
Gol grenst aan Ål, Hemsedal en Nes en Nord-Aurdal en Sør-Aurdal in de provincie Oppland.

## Plaatsen in de gemeente
- Åsgardan
- Gol (plaats)
- Golreppen
- Herad
- Jondalen hyttegrend
- Liagardan
- Rotneim
- Tuppeskogen
- Øygardan

Ål · Drammen · Flå · Flesberg · Gol · Hemsedal · Hol · Hole · Kongsberg · Krødsherad · Lier · Modum · Nesbyen · Nore og Uvdal · Øvre Eiker · Ringerike · Rollag · Sigdal

Voormalige gemeente: Hurum · Nedre Eiker · Røyken